# Saugeen River
Saugeen River är ett vattendrag i Kanada.   Det ligger i provinsen Ontario, i den sydöstra delen av landet, 500 km väster om huvudstaden Ottawa.
Omgivningarna runt Saugeen River är en mosaik av jordbruksmark och naturlig växtlighet. Runt Saugeen River är det ganska tätbefolkat, med 52 invånare per kvadratkilometer.